# Міністерство промисловості та інформаційних технологій КНР
Міністерство промисловості та інформаційних технологій є шостим виконавчим департаментом Державної ради Китайської Народної Республіки, який відповідає за регулювання та розвиток поштових послуг, Інтернету, бездротового зв’язку, мовлення, зв’язку, виробництва електронних та інформаційних товарів, індустрія програмного забезпечення та просування національної економіки знань.
Міністерство промисловості та інформаційних технологій не несе відповідальності за регулювання контенту для медіаіндустрії. Цим керує Державне управління радіо, кіно та телебачення. Відповідальність за регулювання галузі неелектронних комунікацій у Китаї покладається на Головне управління преси та публікацій.

## Історія
Під час Національних зборів народних представників 2008 року Державна рада оголосила, що Міністерство промисловості та інформаційних технологій замінить Міністерство інформаційної промисловості (MII).
У 2013 році план міністерства «Зроблено в Китаї до 2025 року » був схвалений Державною радою. На його завершення сто п’ятдесят чоловік зайняло понад два роки. Метою плану є підвищення ефективності та якості виробництва.
 